# Danielki
Danielki – osada w Polsce położona w województwie małopolskim, w powiecie nowotarskim, w gminie Jabłonka.
Osada położona jest w Beskidzie Orawsko-Podhalańskim, na płaskim grzbiecie opadającym od szczytu Pająków Wierch w północno-zachodnim kierunku do doliny Czarnej Orawy. Położona jest na wysokości około 850 m i z powodu swojego wysokiego położenia nazywana bywa Dachem Orawy. Jedyna droga dojazdowa prowadzi z miejscowości Podwilk. W 1949 osada spłonęła, później została odbudowana, przy czym większość domów wybudowano znów z drewna. Obecnie niektóre z nich zamienione zostały na domki letniskowe.
W latach 1975–1998 miejscowość administracyjnie należała do województwa nowosądeckiego.
W Danielkach znajduje się dzwonnica loretańska, duża, murowana kaplica i kamienna pietà, która czczona jest jako Patronka Orawy. Co roku we wrześniu odbywa się przy niej uroczysta msza, na którą przybywają pielgrzymi z dalekich nawet okolic.
Według spisu powszechnego z 2000 r. Danielki zamieszkiwało 9 osób.
Szlak turystyczny
 Orawka – Danielki – Podszkle – Bukowina-Osiedle – przełęcz Pod Żeleźnicą. Czas przejścia: 3.30 h, ↓ 3 h

## Przypisy

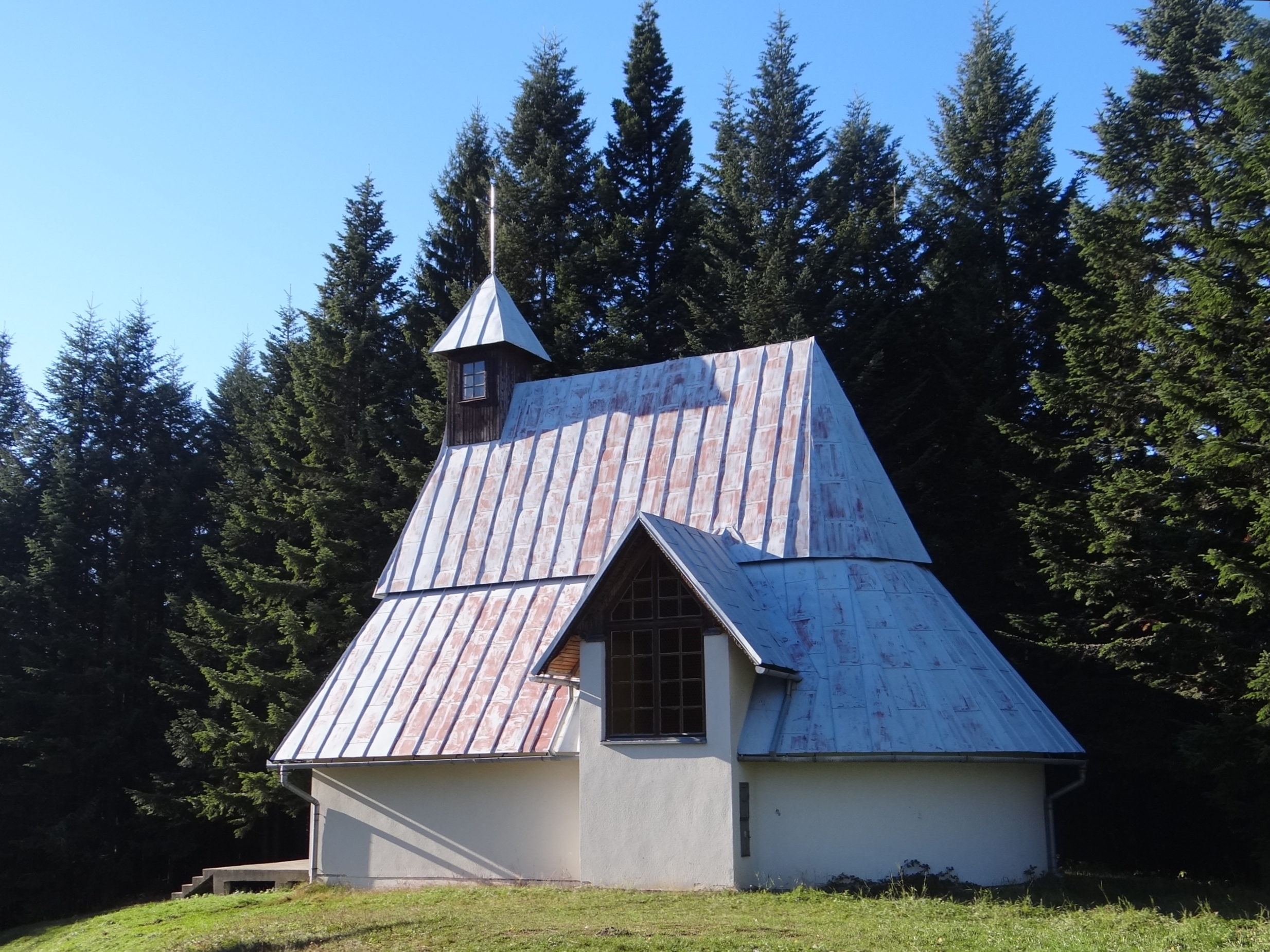
Nowa kaplica
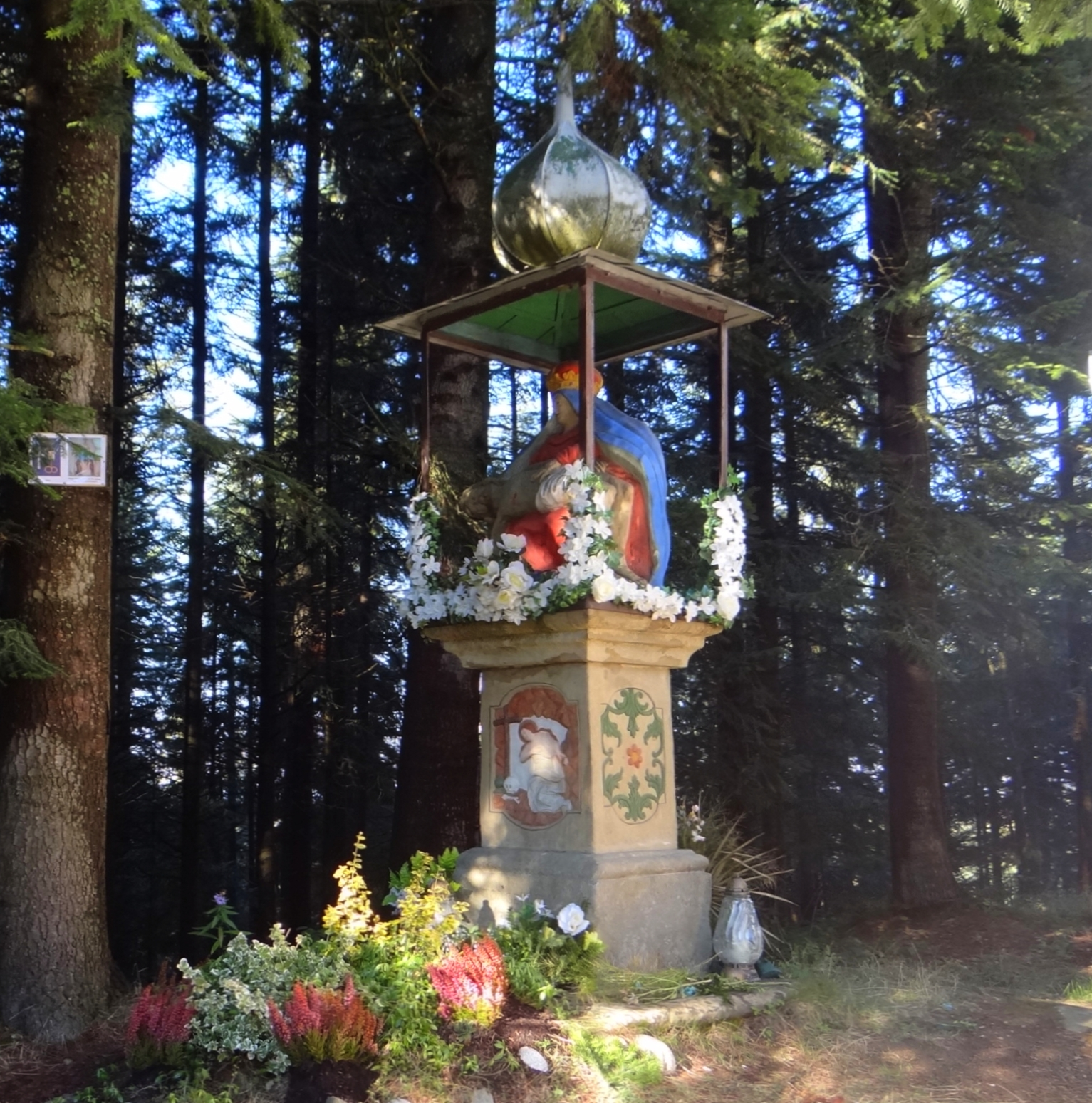
Pieta
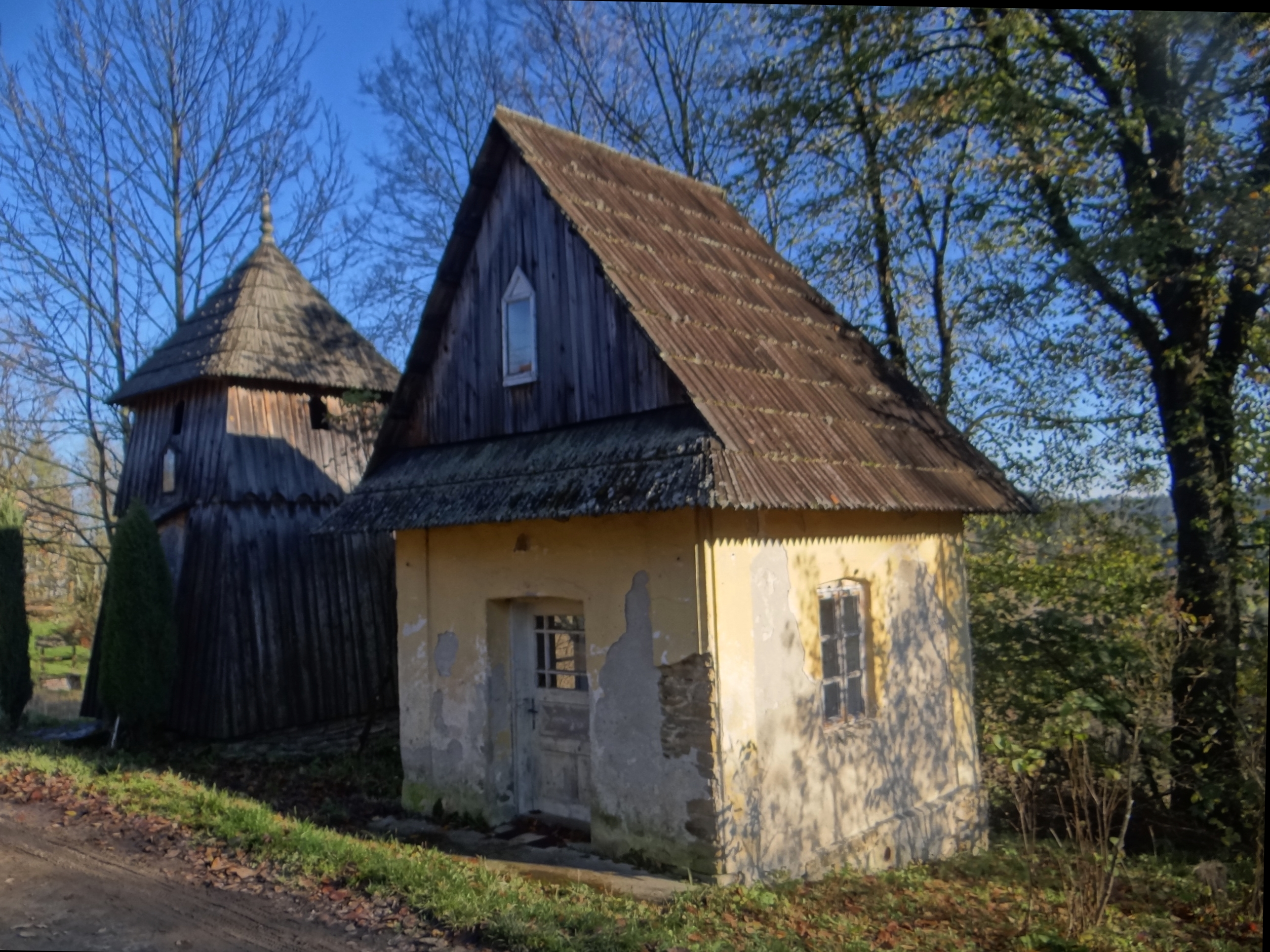
Dzwonnica loretańska
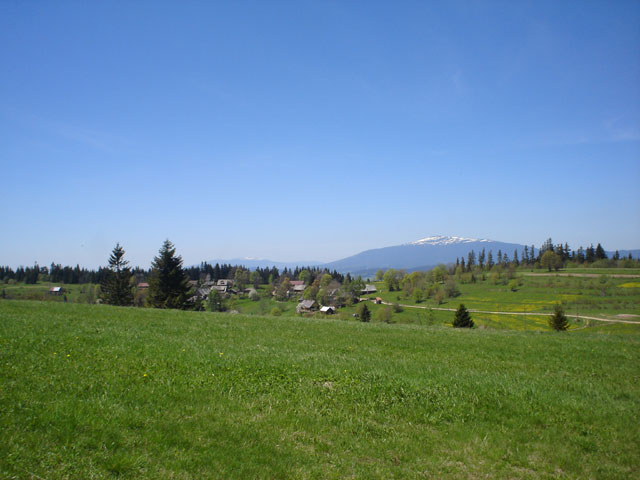
Widok na Babią Górę